# 伊莎贝尔二世 (西班牙)
伊莎贝尔二世（西班牙語：Isabel II de Borbón，玛丽亚·伊莎贝尔·路易莎·德·波旁—波旁-两西西里，1830年10月10日—1904年4月10日），是波旁王朝的西班牙女王（1833年—1868年在位）。

## 身世背景
伊莎贝尔二世是西班牙国王费尔南多七世的长女，生于马德里。 她的母亲是费尔南多七世的第四任妻子玛丽亚·克里斯蒂娜·德·波旁-两西西里。 属于那不勒斯的波旁王朝，而且是在法国大革命中被处死的法国王后瑪麗·安東尼（哈布斯堡王朝成员）的外甥女。在没有男性子嗣的费尔南多七世去世后，其女儿伊莎贝尔（当时只有3岁）被宣布为西班牙的女王，玛丽亚·克里斯蒂娜则成为摄政（1833年9月29日）。
伊莎贝尔二世能够继承王位，有赖于费尔南多七世设法说服了西班牙国会废除萨利克继承法。在来自法国的波旁王朝于18世纪入主西班牙时，他们把法国的萨利克法典也带到了西班牙，并引用其中的王位继承条例取代了西班牙原有的王位继承法。按照萨利克法典，女性无权继承王位；这很快成为西班牙王室男性宗室们反对伊莎贝尔二世统治的借口，引发了长达半个世纪的卡洛斯战争。

## 君主生涯

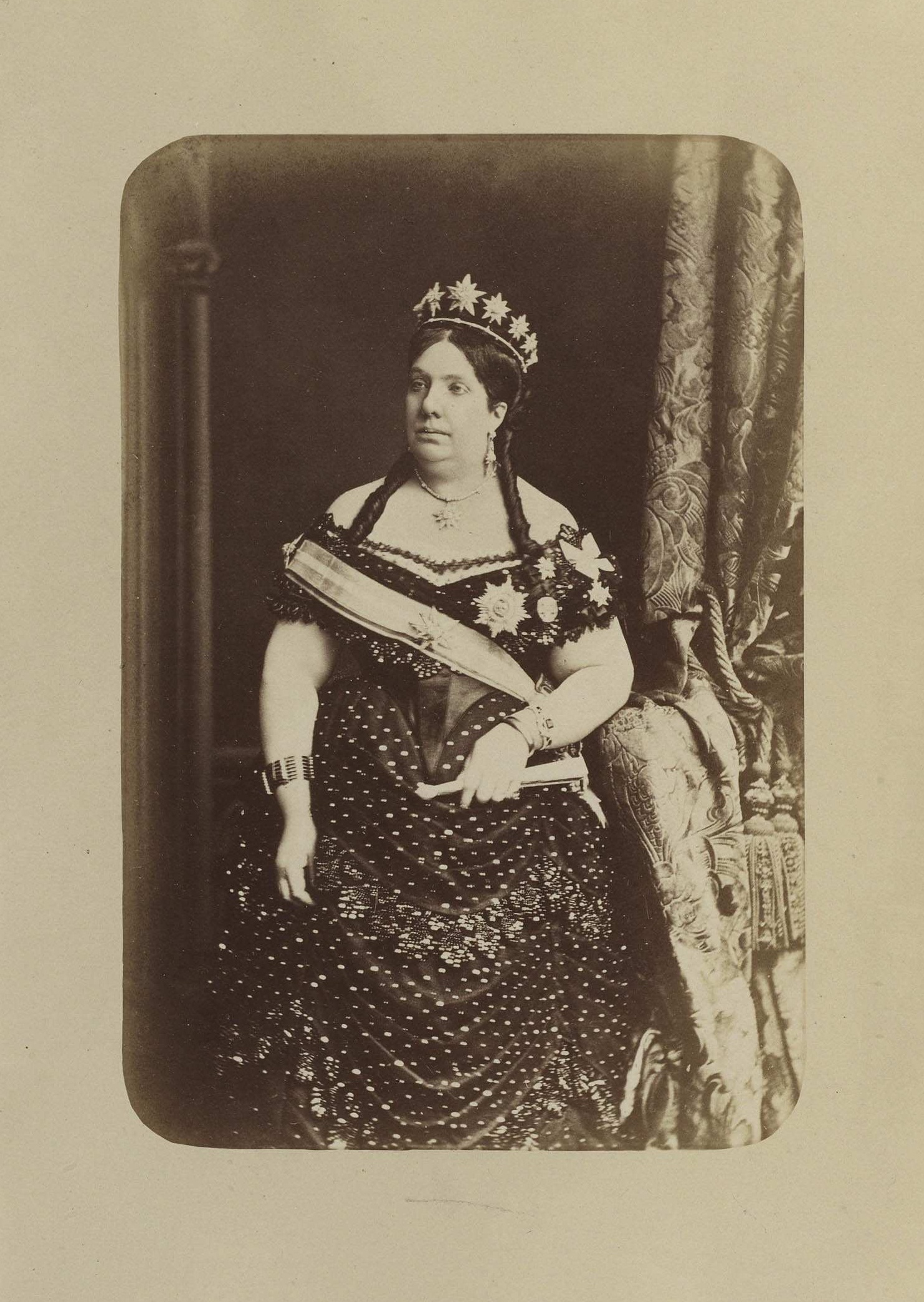
伊莎贝尔二世像

在伊莎贝尔二世继承王位之后，费尔南多七世的弟弟唐·卡洛斯王子立刻发动了叛乱，即所谓第一次卡洛斯戰爭（1833年10月4日）。唐·卡洛斯认为他自己是最合法的王位继承人，伊莎贝尔二世作为女人无权成为国王。唐·卡洛斯自称为“卡洛斯五世”，其支持者不在少数。支持唐·卡洛斯及其后代成为西班牙国王的人被称为卡洛斯派，主要由旧贵族和天主教教会中的保守分子（如耶稣会）组成。他们的活动成为19世纪西班牙政治生活中的重要内容。
伊莎贝尔二世的支持者包括军队和国会中的自由主义者；这些人希望从没收耶稣会和宗教骑士团财产的行动中获利，并在西班牙通过一部限制国王权力的宪法。西班牙的资产阶级也抱着削弱封建贵族势力的愿望支持女王。10月17日，得到葡萄牙、法国、英国等国支持的摄政玛丽亚·克里斯蒂娜宣布对叛乱者进行讨伐。战事延续了7年，其间唐·卡洛斯曾于1837年进攻西班牙首都马德里。1839年卡洛斯派的主力才被粉碎，唐·卡洛斯被迫逃亡法国。1840年7月，在西班牙作战的卡洛斯派分子被全部消灭，伊莎贝尔二世的王位终于获得稳固。
在第一次唐·卡洛斯战争之后，玛丽亚·克里斯蒂娜将摄政的权力交给了战争时期政府军最有力的将领之一巴尔多梅罗·埃斯帕特罗。埃斯帕特罗进行了一些比较激进的改革，结果引起保守派的强烈反弹；他在两年之后被纳尔瓦埃斯将军发动的军事政变推翻。埃斯帕特罗被迫流亡英国，而纳尔瓦埃斯一派则成立了由華金·瑪利亞·羅培茲领导的内阁。这个内阁诱使国会宣布伊莎贝尔二世已经成年（实际上是13岁）。3年后来自卡斯提亞的保守派分子又迫使16岁的女王结婚，对象是她的堂兄，加的斯公爵弗朗西斯科。

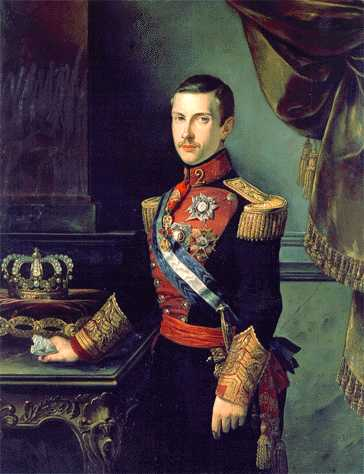
弗朗西斯科配國王

女王的婚后生活十分荒淫。弗朗西斯科亲王在當時已是公認的同性恋者、亦可能患有男性不育症，因此有流言指女王的孩子都不是弗朗西斯科亲王生的。例如，伊莎贝尔二世唯一活下来的兒子、最终登上西班牙王位的阿方索十二世，其生父可能是女王的一个情夫，近卫军长官、第三代托雷菲爾伯爵恩里克·普伊戈莫尔托-馬揚斯；這個傳聞被卡洛斯主義用來宣傳，以至於阿方索還有一個廣為流傳的綽號。另有一說，阿方索的生父也可能是一名炮兵部隊的上校，費德里科·普伊格·羅米洛，普伊格在1866年死於謀殺。
从1843年到1868年是伊莎贝尔二世亲政的时期。这段时期的特点是宫廷阴谋和政变革命层出不穷，25年中西班牙更换了34届政府，形形色色的佞臣集团纷纷上台执政。伊莎贝尔二世本人过着荒淫颓废的生活，有时还会用任性的、毫无理智的方式干预国内政治。女王似乎对军队和天主教会中的反动分子格外垂青，这就使她在西班牙人的心中更为可憎。在经历了1843年到1854年的军人独裁之后，改革派于1854年至1856年间发动革命使1848年因大赦回国的埃斯帕特罗重新掌权。埃斯帕特罗不久引退，接下来是1856年到1863年“自由联盟”的统治；随后“自由联盟”和军阀轮番上台执政，他们把改革派和一切进步人士排斥于政治权力之外。在整个伊莎贝尔二世统治时期，西班牙人民的生活状况没有改善。由奸臣和军队把持的政府极其腐败，而女王的宫廷本身又是一个滋生腐败的根源。种种原因终于导致了1868年西班牙革命（“光荣革命”）的爆发。
改革派将领胡安·普里姆在1866年发动过一次失败的军事政变。经过两年准备之后，普里姆于1868年再次起事，结果成功地翻了政府。伊莎贝尔二世在她的主要依靠、保守派军官们的零星抵抗被弗朗西斯科·塞拉诺和普里姆的军队粉碎之后，于1868年9月末逃亡法国。

## 退位后

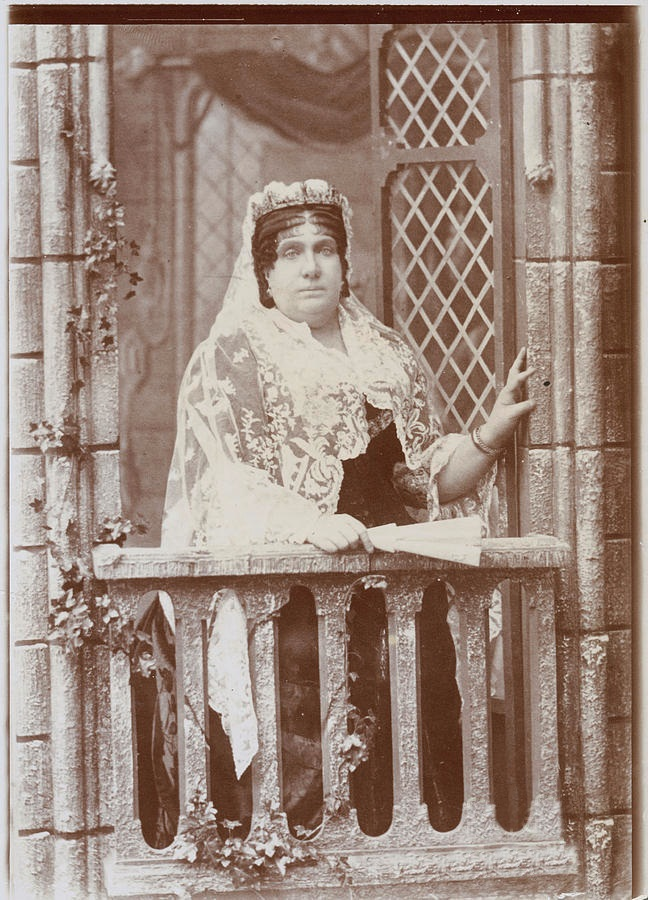
被放逐的伊莎贝尔二世

1870年6月25日，伊莎贝尔二世在巴黎正式宣布退位，以希望其子阿方索可以继承西班牙的王冠。但是，以弗朗西斯科·塞拉诺为首的摄政团选择了意大利王子阿梅迪奥·德·萨伏依担任西班牙的君主。当年12月，发生了胡安·普里姆遇刺身亡的事件，使阿梅迪奥的处境十分尴尬。由于穷于应付西班牙的混乱局势，阿梅迪奥在1873年主动退位，共和主义者建立了西班牙第一共和国。
1874年12月28日，保皇派将领阿塞尼奥·马丁内斯·德·坎波斯发动政变，迎回伊莎贝尔之子阿方索十二世，波旁王朝得以复辟。
在阿方索十二世复辟之后，伊莎贝尔二世仍然定居在法國。伊莎贝尔二世于1904年4月10日去世，葬在埃斯科里亚尔修道院。

## 头衔

伊莎贝尔二世的王徽

1837年，西班牙在法律上成为一个君主立宪制的国家。在该年之前，伊莎贝尔二世按照封建时代的惯例，与卡洛斯一世以来的历代西班牙国王一样拥有一个极长的贵族头衔：“尊贵的伊莎贝尔二世，蒙受上帝恩典，是卡斯蒂利亚，莱昂，阿拉贡，两西西里，耶路撒冷，上纳瓦拉，格拉纳达，托莱多，巴伦西亚，加利西亚，马略卡，塞维利亚，萨丁岛，科尔多瓦，科西嘉，穆尔西亚，门诺卡，哈恩，洛斯阿尔加韦斯，阿尔赫西拉斯，直布罗陀，加那利群岛，东印度和西印度，海洋中的大陆和岛屿的女王；奥地利女大公；勃艮第，布拉班特和米兰的公爵；阿斯珀格，佛兰德，蒂罗尔和巴塞罗那的伯爵；比斯开省和摩里纳的领主；等等”（Doña Isabel II por la Gracia de Dios, Reina de Castilla, de Leon, de Aragon, de las Dos Sicilias, de Jerusalen, de Navarra, de Granada, de Toledo, de Valencia, de Galicia, de Mallorca, de Sevilla, de Cerdeña, de Córdoba, de Córcega, de Murcia, de Menorca, de Jaen, de los Algarbes, de Algeciras, de Gibraltar, de las Islas Canarias, de las Indias Orientales y Occidentales, Islas y Tierra firme del mar Océano; Archiduquesa de Austria; Duquesa de Borgoña, de Brabante y de Milan; Condesa de Aspurg, Flandes, Tirol y Barcelona; Señora de de Vizcaya y de Molina &c. &c）。这个没有什么实际意义的头衔几乎列出了历代西班牙统治者所获得的所有领地和荣誉。 
在1837年通过君主立宪的法案之后，一个新头衔被制造出来并赋予伊莎贝尔二世：“尊贵的伊莎贝尔二世，蒙受上帝的恩宠并遵照宪法，是西班牙的女王”（Doña Isabel II, por la gracia de Dios y la Constitución de la Monarquía española, Reina de las Españas）。

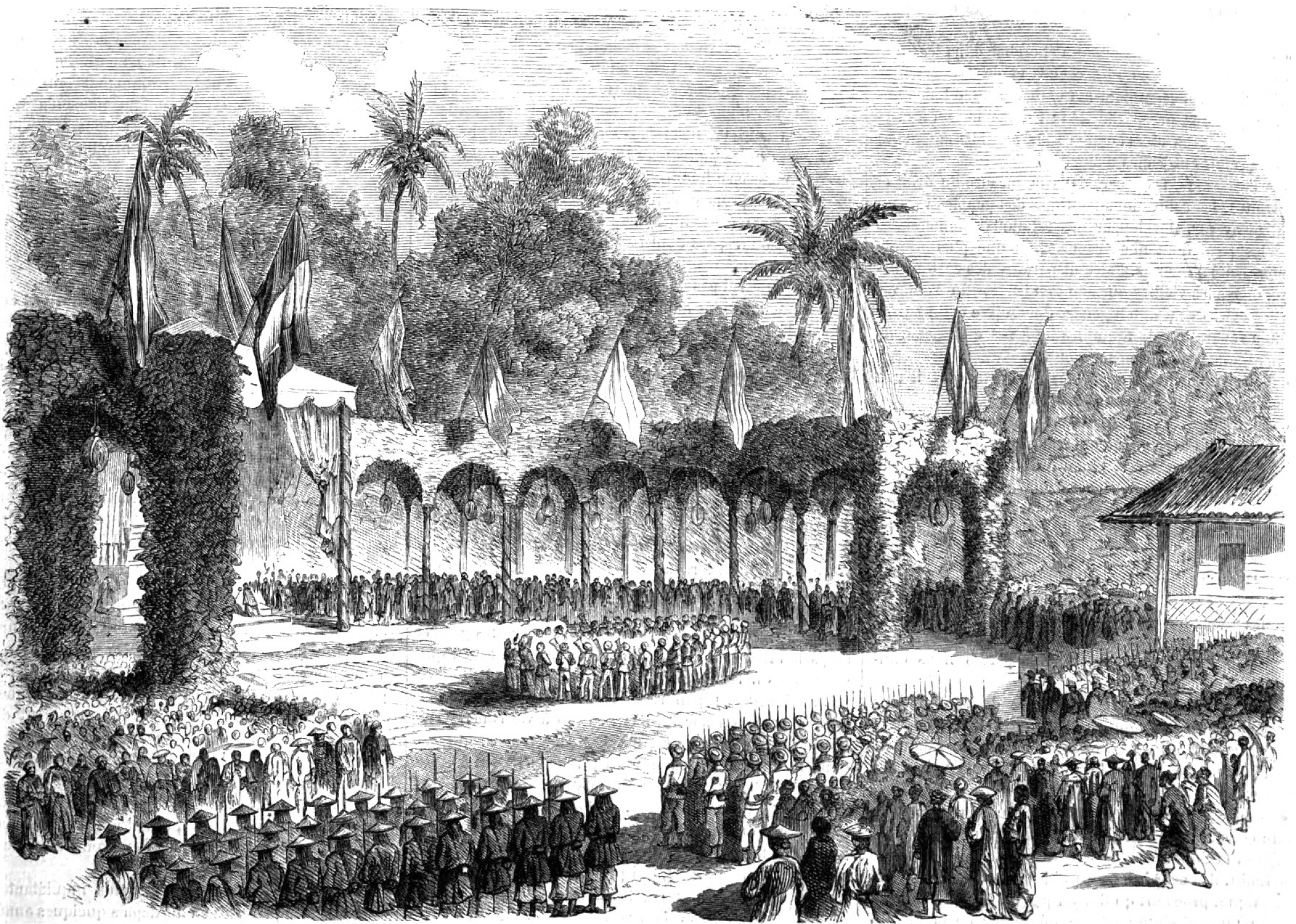
1863年1月17日在西貢慶祝西班牙女王伊莎貝拉二世的盛宴。

## 家庭
伊莎贝尔二世的丈夫是堂兄西班牙配國王弗朗西斯科，后者是西班牙国王卡洛斯四世的孙子。两人于1846年10月10日结婚。在婚后，弗朗西斯科得到了西班牙配国王的称号，但没有任何实权。
伊莎贝尔二世夫妇生育了9个孩子，其中只有5个活到了成年：
- 瑪麗亞·伊莎貝爾（1851年12月20日~1931年4月23日），1868年嫁给了两西西里王国王子吉尔真蒂伯爵葛塔诺，其丈夫后来在瑞士举枪自杀。享年79岁
- 阿方索十二世

1. 1878年12月3日娶姨表妹，同时也是远方堂亲的玛丽亚·玛塞蒂斯·德·奥尔良；死于肺结核，终年18岁
2. 1879年11月29日娶奥地利女大公玛丽亚·克里斯蒂娜；1885年至1902年间担任摄政，享年70岁

- 瑪麗亞·皮拉（1861年—1879年），早逝
- 玛丽亚·德拉帕茲（1862年6月23日~1946年12月4日），嫁给了姑表兄巴伐利亚亲王路德维希·斐迪南，享年84岁
- 歐拉麗亞（1864年2月12日—1958年3月8日），1886年嫁给姨表弟西班牙王子加列拉公爵安东尼奥·德·奥尔良-波旁，享年94岁